# Michelle Vian
Pour les articles homonymes, voir Vian (homonymie).
Michelle Vian, née Michelle Marie Léglise, est une traductrice et poétesse française, née le 12 juin 1920 à Bordeaux (Gironde) et morte le 13 décembre 2017 à Paris 6e. Épouse de Boris Vian entre 1941 et 1953, elle participe à l'élaboration de ses romans et inspire le personnage de Chloé dans L'Écume des jours. Elle entretient une liaison avec Jean-Paul Sartre, à partir de 1949.

## Biographie
Michelle Marie Léglise naît le 12 juin 1920 à Bordeaux. Elle rencontre Boris Vian et son frère Alain à Capbreton puis Hossegor. Promise à un autre homme par ses parents, elle est « féministe avant l'heure » et refuse ce mariage, pour épouser Boris le 3 juillet 1941 à Paris. Elle participe à l'écriture des romans de celui-ci en dactylographiant ses manuscrits, lui fait découvrir les auteurs anglo-saxons et la langue anglaise, et traduit avec lui plusieurs ouvrages dont La Dame du lac, le célèbre polar de Raymond Chandler,. Leurs enfants Patrick et Carole naissent en 1942 et 1948,. Elle inspire notamment le personnage de Chloé dans L'Écume des jours. Boris Vian la quitte en 1951. 
Elle vit une histoire d'amour avec Jean-Paul Sartre durant plusieurs décennies, jusqu'à la mort de celui-ci en 1980. Elle tape notamment ses textes à la machine en vue de leur parution  dans la revue Les Temps modernes.